# Hackescher Markt
Hackescher Markt è una piazza di Berlino.

## Descrizione
La piazza prende il nome dal conte von Hacke e occupa l'estremità orientale di Oranienburger Straße, nel quartiere di Mitte. Hackescher Markt è il luogo in cui sorgono gli Hackesche Höfe, otto cortili comunicanti ristrutturati nel 1997 e adibiti ad aree commerciali, l'omonima stazione e numerosi negozi.